# EKG

Stiliserad normal EKG-kurva.

Elektrokardiografi (EKG) är en elektrofysiologisk undersökningsmetod av hjärtat där hjärtats elektriska aktivitet registreras av elektroder som ansluts till en EKG-apparat. Apparaten omvandlar i sin tur de elektriska signalerna till en graf som kan avläsas på en skärm eller på pappersutskrift. Genom att tolka grafens utseende kan hjärtats elektriska aktivitet bedömas, vilket kan användas för att diagnostisera olika hjärt- och kärlsjukdomar och vissa andra sjukdomar som påverkar hjärtats funktion.
Den vanligaste undersökningen är vilo-EKG som registrerar hjärtats aktivitet med tio elektroder under en begränsad period, vanligen kortare än en minut. EKG kan dock även användas för långtidsregistrering av hjärtaktiviteten på bland annat intensivvårdsavdelningar genom telemetri eller inom öppenvård med bandspelar-EKG. Vid dessa undersökningar används självhäftande elektroder som sätts på huden. Vid misstanke om vissa sjukdomar kan man behöva använda andra typer av elektroder, till exempel vid esofagus-EKG där elektroden förs ned i matstrupen med en ledare tills den når hjärthöjd.
Undersökning med olika typer av EKG möjliggör diagnostik och övervakning av patienter med bland annat hjärtinfarkt, arrytmier, retledningshinder och hjärtförstoring.

## Bakgrund

Hjärtats retledningssystem: (1) sinusknuta (6) AV-nod (7) Hiska bunten (8) Höger skänkel (9) Vänster skänkel (12) purkinjefibrer.

Hjärtat är beläget till vänster i bröstkorgen med hjärtspetsen pekande nedåt-framåt i kroppen. Hjärtats slag utgörs av muskelkontraktioner som komprimerar hjärtats hålrum för att pressa blodet vidare genom kroppen. Hjärtmuskulaturen drar ihop sig som respons på elektriska signaler som fortleds genom hjärtat enligt ett förutbestämt mönster. De elektriska signalerna utgår från sinusknutan (SA-noden) i höger förmak. Därifrån fortleds de genom förmaken och ger upphov till en kontraktion av de båda förmaken, vilket bidrar till fyllnaden av kamrarna. Passagen till kammarna blockeras av ett bindvävsskikt som förhindrar att de elektriska impulserna passerar direkt till kammarmuskulaturen. Den enda vägen vidare är genom AV-noden där fortledningen fördröjs momentant för att medge att kamrarna fylls ordentligt. Efter fördröjningen fortleds den elektriska signalen genom Hiska bunten som delar upp sig i två skänklar som sedan förgrenar sig i purkinjefibrer. Dessa efter AV-knutan följande strukturer är speciellt anpassade för att möjliggöra snabb fortledning av den elektriska impulsen så att kammarmuskulaturen kan kontrahera effektivt.

Principen för hur ett EKG-diagram genereras av elektrisk spänning (markerad med röd färg) i hjärtat. Illustrationen visar något missvisande muskelrörelser.

Eftersom kroppens övriga celler och vätskerum precis som hjärtat innehåller elektrolyter sprider sig de elektriska impulserna från hjärtat genom kroppen i tillräcklig utsträckning för att mätas via elektroder som fästs på kroppsytan. Eftersom elektroderna enbart mäter elektrisk funktion ger de ingen direkt information om hjärtats kontraktioner, vid exempelvis hjärtstillestånd av typen pulslös elektrisk aktivitet kan den elektriska kurvan förefalla normal.

## Sjukdomar man kan upptäcka med EKG
När man undersöker med EKG kan man upptäcka ett flertal sjukdomar eller tillstånd.
Några exempel:
- Medfödda hjärtfel.
- Onormalt snabb eller oregelbunden hjärtrytm.
- Onormala elektriska ledningssymptom i hjärtat.
- Förstadiet till och pågående hjärtinfarkter.
- Effekter på hjärtat som uppstår på grund av olika hjärt-, lung- eller systemsjukdomar, exempelvis högt blodtryck och emfysem.
- Förekomsten av onormala halter av blodelektrolyter, till exempel kalium, kalcium, magnesium.
- Hjärtsäcksinflammation
- Förmaksflimmer
- Hjärtsvikt
- Hjärtmuskelinflammation

## Historik

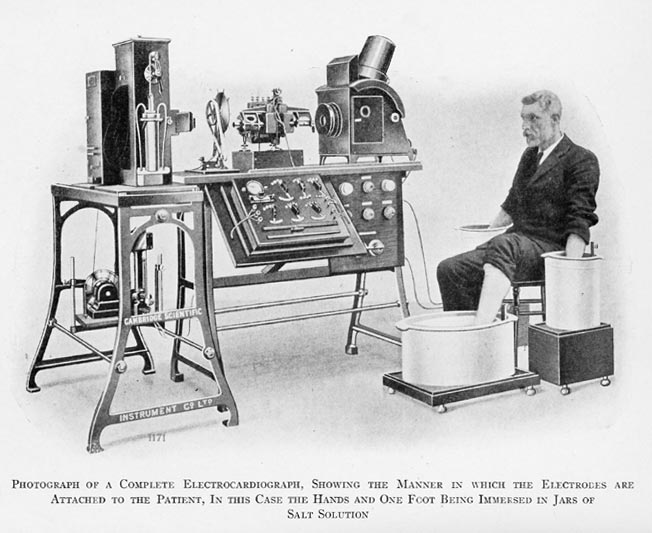
Einthovens EKG-apparat

Förlagan till den moderna EKG-apparaten uppfanns av Willem Einthoven år 1903. Apparaten skilde sig från dagens genom att patienten fick doppa ner två lemmar i saltlösning vilket ledde bort de elektriska impulserna från hjärtat (se bilden).
Einthoven namngav de olika vågorna i EKG-kurva till P, Q, R, S och T och beskrev EKG-utseendet vid en rad kardiovaskulära sjukdomar. Han tilldelades 1924 års Nobelpris i medicin för sin upptäckt.
Dagens EKG-apparater skiljer sig från Einthovens 
- istället för saltbad fäster man elektroder eller sugproppar direkt på bröstet
- man har flera avledningar
- man har digitaliserat avläsningen vilket gör att man kan lagra EKG elektroniskt och även göra datoriserade tolkningar.

Den grundläggande principen är dock den samma.

## Elektroder och avledningar

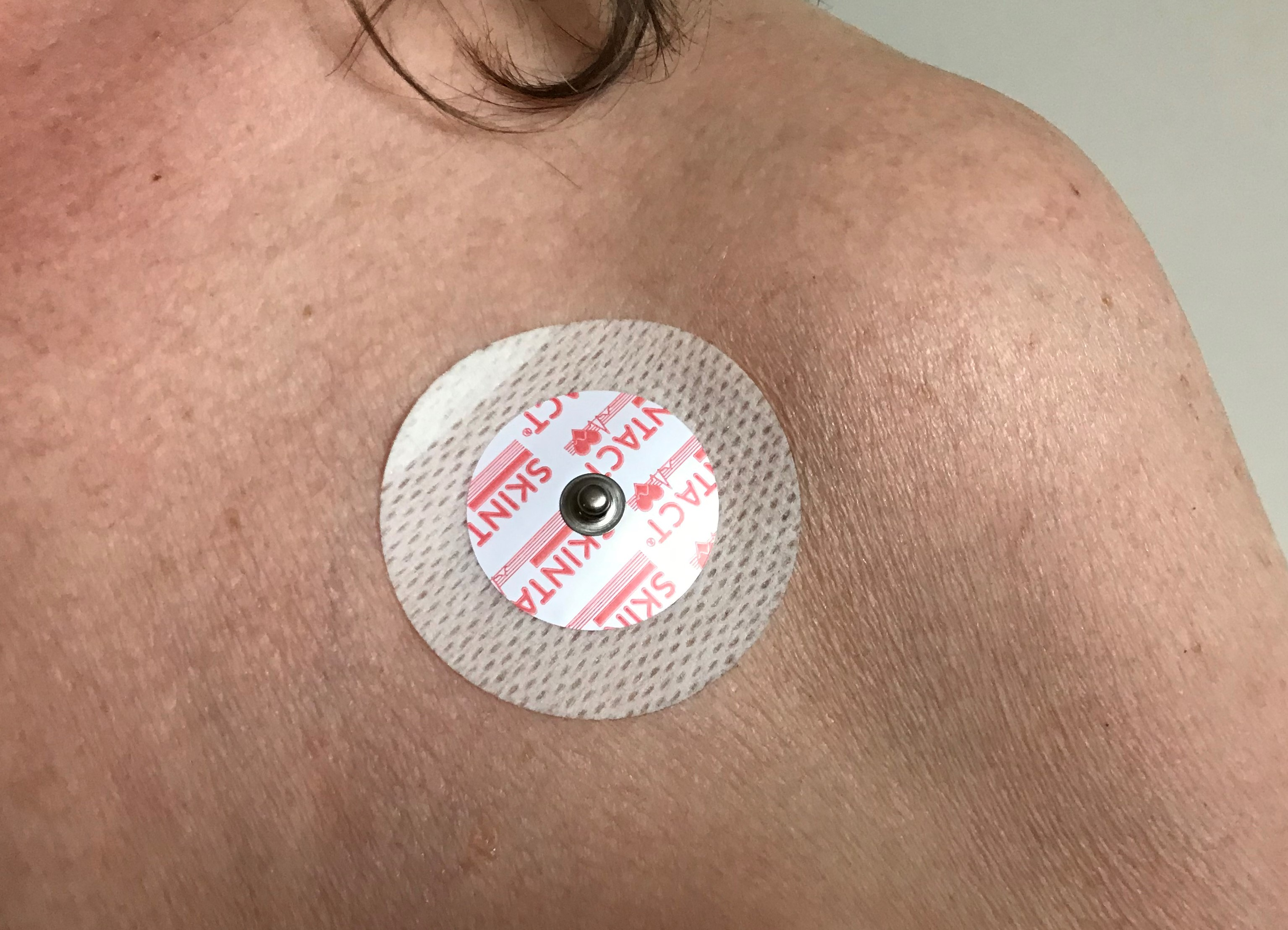
En EKG-elektrod.

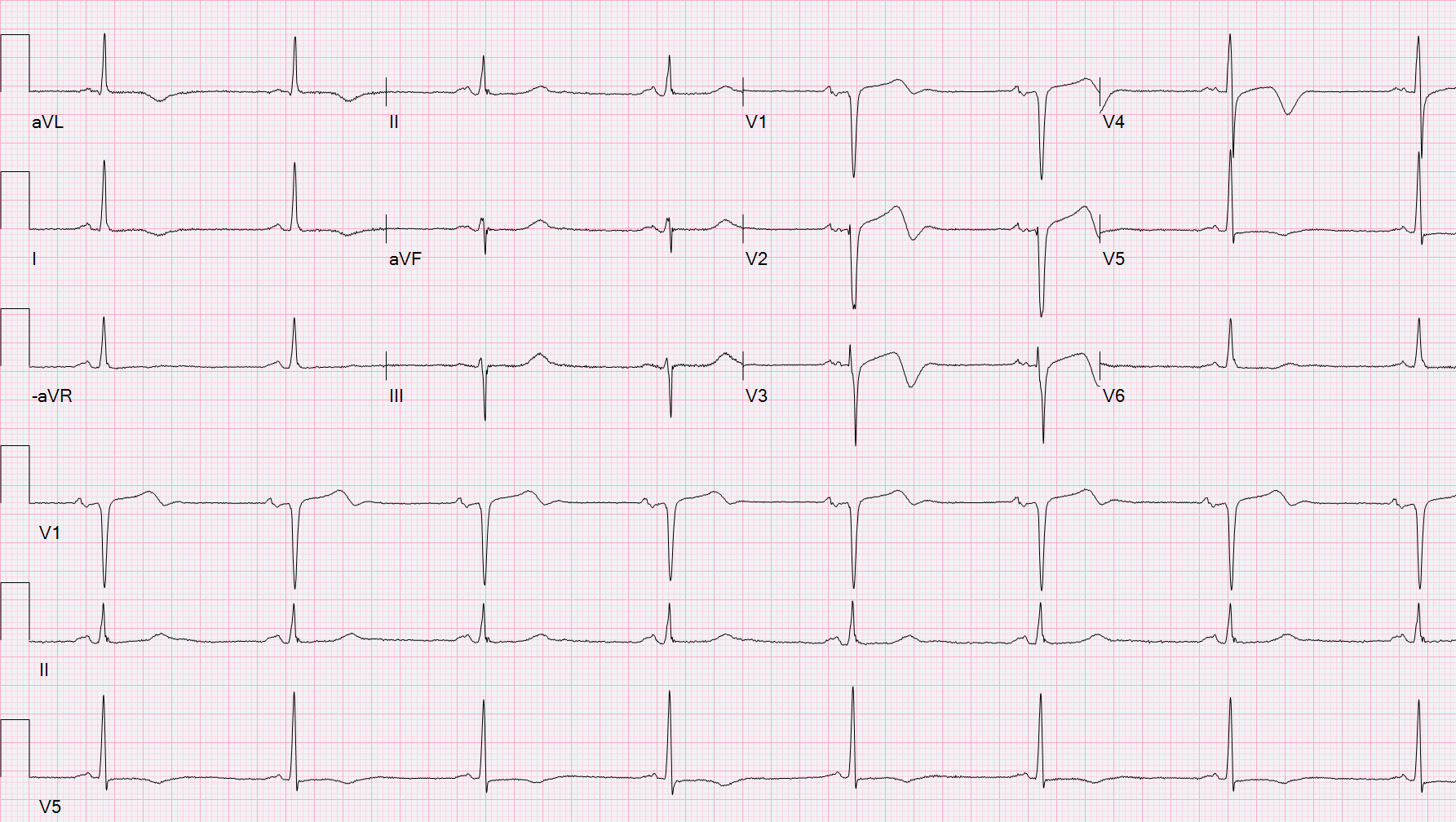
12-avlednings-EKG i Cabrera-format.

EKG:t registreras med hjälp av elektroder som fästs på huden. Elektrodernas signaler kopplas sedan samman till det som kallas avledningar, och som är det som syns som en graf. Man använder totalt 10 elektroder, och de sätts enligt ett visst system på armar, ben och bröstet. Avledningarna, som är 12 till antalet, delas in i extremitetsavledningar och bröstavledningar (precordiala avledningar). Extremitetsavledningarna fås genom att jämföra elektroder medan en bröstavledning representeras av en elektrod. På det färdiga EKG:t avspeglar sedan de olika avledningarna hjärtats aktivitet sett från olika håll. Extremitetsavledningarna återspeglar aktiviteten i frontalplan, och bröstavledningarna återspeglar transversalplanet.

### Extremitetsavledningar

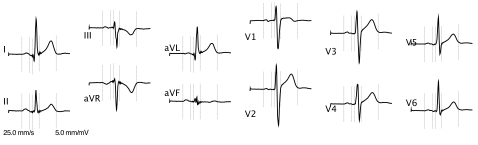
Olika avledningar på en EKG-kurva.

Extremitetsavledningarna fås genom att jämföra elektroder. Elektroderna som jämförs är en på vardera arm och en på vänster ben. Dessutom fästs en elektrod på höger ben, men den används som jord. 
I Einthovens avledningar, även kallad bipolära avledningar, används en elektrod som explorerande och en annan som referens, det vill säga ena elektroden är positiv och den andre är negativ när man tittar på strömmen. Elektrisk aktivitet i hjärtat som rör sig från den negativa elektroden mot den explorerande, positiva, elektroden ger positivt utslag:
- Einthovens avledning I, vanligen bara I. (Vänster arm positiv-höger arm negativ elektrod)
- Einthovens avledning II, vanligen bara II. (Vänster ben positiv-höger arm negativ elektrod)
- Einthovens avledning III, vanligen bara III. (Vänster ben positiv-vänster arm negativ elektrod)

De så kallade unipolära avledningarna, augmented avledare är aVF, aVR och aVL, där en elektrod är explorerande. Som referens används istället en sammanvägning av två andra elektroder. Följande extremitetsavledningar registreras:
- aVR (höger arm positiv-vänster arm och ben negativ elektrod, blir negativt diagram)
- aVL (Vänster arm positiv-vänster ben och höger arm negativ elektrod)
- aVF (Vänster fot positiv-vänster arm och höger arm negativ elektrod)

### Bröstavledningar

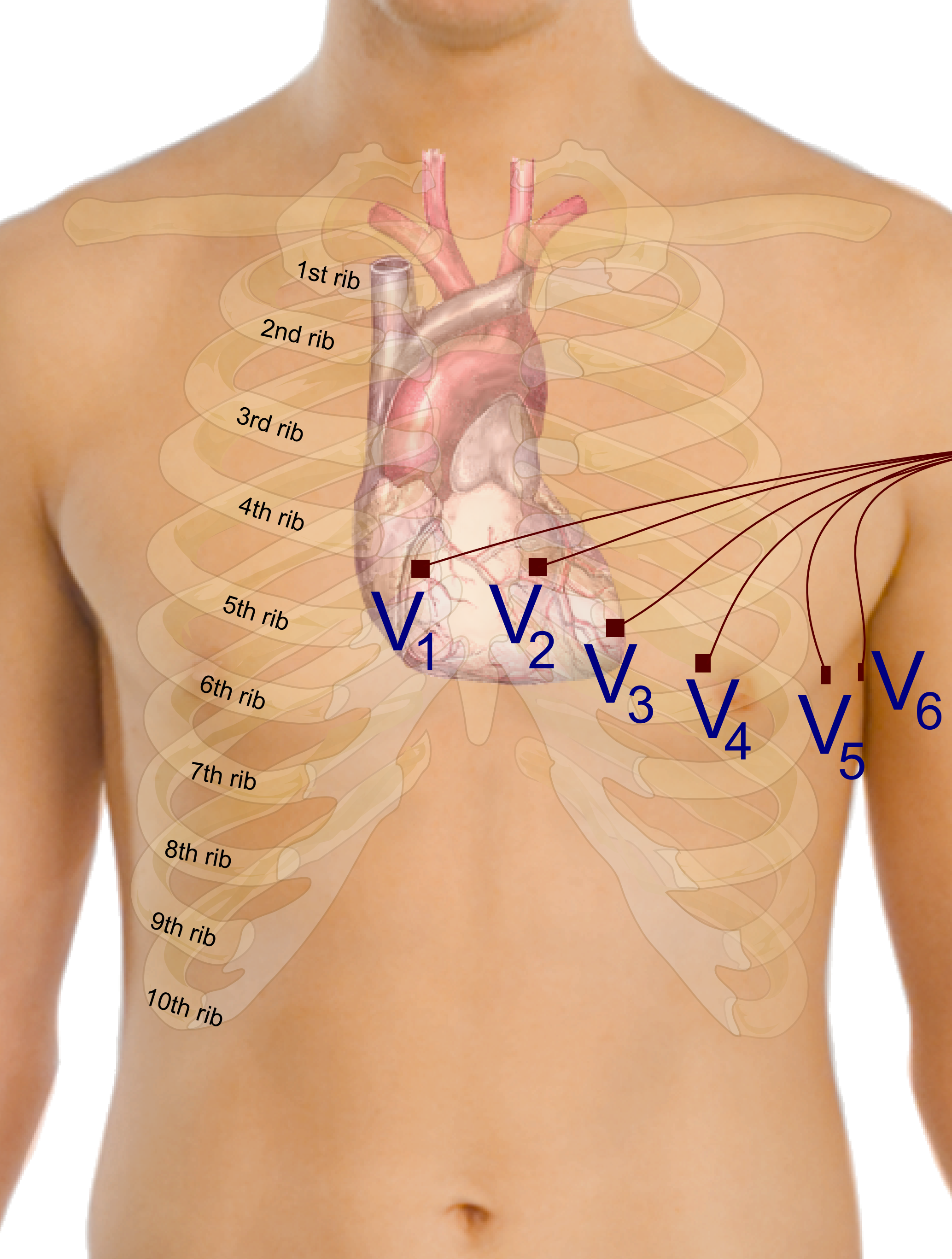
Bröstelektrodernas position.

Elektroderna som används i bröstavledningarna skickar sina signaler som registreras i en avledning. Här representeras alltså en avledning av en elektrod. Man har även här en referens, och det är en sammankoppling av elektroderna som sitter på armar och vänster ben, dessa är negativa. Höger ben är jord. 
Elektrodernas placering är på bestämda anatomiska positioner. 6 stycken avledningar registreras som benämns v1-v6. Avledningarna representerar olika delar av hjärtat och det utnyttjas diagnostiskt.
- v1-v2: Kallas högerkammaravledning. Detta då deras placering gör att de anatomiskt bäst representerar hjärtats högra kammare.
- v3-v4: Kallas anteriora. Representerar vänster kammares främre vägg samt septum, skiljeväggen mellan höger och vänster kammare.
- v5-v6: Kallas laterala. Representerar vänster kammares laterala vägg.

Vid misstanke om hjärtinfarkt i hjärtats bakre vägg kan man även placera elektroder mot ryggen. Detta hör dock inte till rutin-EKG. Avledningarna som placeras på ryggen kallas då v7-v9, även om man i praktiken använder EKG-apparatens fjärde till sjätte elektrod för att mäta detta område.

## Vågor och intervall på EKG

De olika vågorna på en normal EKG-kurva.

### P-våg
P-vågen representerar förmakens depolarisering från -80 mV till +20 mV, vilket leder till kontraktion i förmaken.
Om P-vågen genereras i sinusknutan så bör avledningarna II och -aVR vara positiva.
En förlängd P-våg (>0,12 s; vänsterförmaksförstoring; P-mitrale) eller en P-våg med för hög amplitud (> 3mm; högerförmaksförstoring; P-pulmonale) är ett tecken på förmaksdilatation.
Avsaknad av P-våg i kombination med variabel RR-tid är en indikation på förmaksflimmer.
Vid förmaksfladder urskiljs ett flertal P-vågor mellan varje QRS komplex, vilket ger baslinjen ett utpräglat sågtandsmönster. 

### PQ-tid
Tiden mellan P-vågens början och QRS-komplexet. Normalvärdet ligger mellan 120 och 210 ms. Förlängd PQ-tid kan bero på AV-block. För kort tid kan bero på accesorisk ledning förbi AV-knutan, vilket ses vid till exempel Wolff-Parkinson-White-syndromet då man även ser en så kallad delta-våg i början på QRS-komplexet till följd av en för tidig depolarisation av kamrarna. På engelska kallas motsvarande sträcka PR-interval.

### QRS-komplex
QRS-komplexet representerar depolarisationen av hjärtats kammare med samma spänningar som för P-vågen. Under denna tiden sker även en repolarisation av förmaken, men den märks obetydligt på kurvan. Vänsterkammaren som är den kraftigaste har störst bidrag till kraftvektorn.
QRS-komplexet består normalt av tre vågor; Q-vågen, R-vågen och S-vågen.
Om QRS-komplexet inte har normalt utseende så används följande nomenklatur:
- Nedåtpekande våg före R-vågen benämns Q.
- Den första vågen som pekar uppåt benämns R.
- Den första nedåtpekande vågen efter R-vågen benämns S.
- Den andra uppåtpekande vågen benämns R' (R prim).
- Den andra nedåtpekande vågen efter R benämns S'
- J-punkten är där S-vågen övergår i ST-sträckan.

Ett breddökat QRS-komplex (>0,10 s) kan bero på degenerativa skador på ledningsfibrerna eller på att hjärtats pacemaker (rytmgivare) finns distalt om AV-knutan. Stora R-vågor och S-vågor (R > 27 mm /S > 30 mm) ses vid exempelvis förstorad vänsterkammare.

### ST-sträcka
Sträckan mellan S-vågen och slutet av T-vågen.
En förhöjd ST-sträcka (kurvan är förskjuten i y-led i förhållande till baslinjen) ses vid till exempel hjärtinfarkt. ST-sträckan skall inte vara förhöjd mer än 1 mm från den isoelektriska baslinjen (i avledningarna V1 och V2 upp till 2 mm).

### QT-tid
Avståndet mellan Q-vågen och T-vågens slut, det vill säga kamrarnas depolarisation och repolarisation.
En förlängd QT-tid har visats ge en ökad benägenhet för ventrikulära arytmier och plötslig död (ex. Långt QT-syndrom; LQTS)
QT-tiden är beroende av hjärtfrekvensen, vilket gör att vanligtvis används QTc som korrigerar för detta.
{\displaystyle QTc={\frac {QT}{\sqrt {RR}}}}
QT = uppmätt QT tid
RR = uppmätt avstånd mellan två slag
Övre normalgräns för Qtc är 0,43 s hos män och 0,44 s hos kvinnor.

### T-våg
T-vågen representerar repolarisationen av kamrarna tillbaka till -80 mV. Normalt sett har man t-vågor med samma polaritet som QRS-komplexet och dessa kallas konkordanta. Diskordanta (inverterade) t-vågor ses vid vissa patologiska tillstånd.

### U-våg
En smal U-våg kan ibland ses, ofta överlagrad i T-vågen, denna tros bero på repolarisationen av hjärtats papillarmuskler.

### TP-tid
När hjärtrytmen ökar, exempelvis vid träning, minskar tiden mellan varje hjärtslag. Det mesta av denna minskning sker i intervallet mellan T-vågen och början av nästa P-våg. Även QT-tiden minskar lite, men inte lika signifikant.

## EKG och hjärtljud

Wiggersdiagram.

Hjärtat avger sitt karakteristiska ljud när klaffarna slår igen, vilket läkaren brukar lyssna på genom ett stetoskop. Det första, lite dovare är när segelklaffarna mellan förmaken och kamrarna stängs och det lite högre ljudet när fickklaffarna som pumpar blodet ut ur hjärtat stängs. 
Stängningarna skall komma vid rätt tidpunkt för att hjärtat skall fungera korrekt. Dr. Carl J. Wiggers från USA skapade ett diagram, Wiggersdiagrammet, som tydliggör förhållandet mellan de olika faserna i hjärtat och de mätbara attributen. I det ser man bland annat att förmaksstängningarna sker vid R-vågens topp medan kammarstängningarna sker vid T-vågens slut.

## Exempel

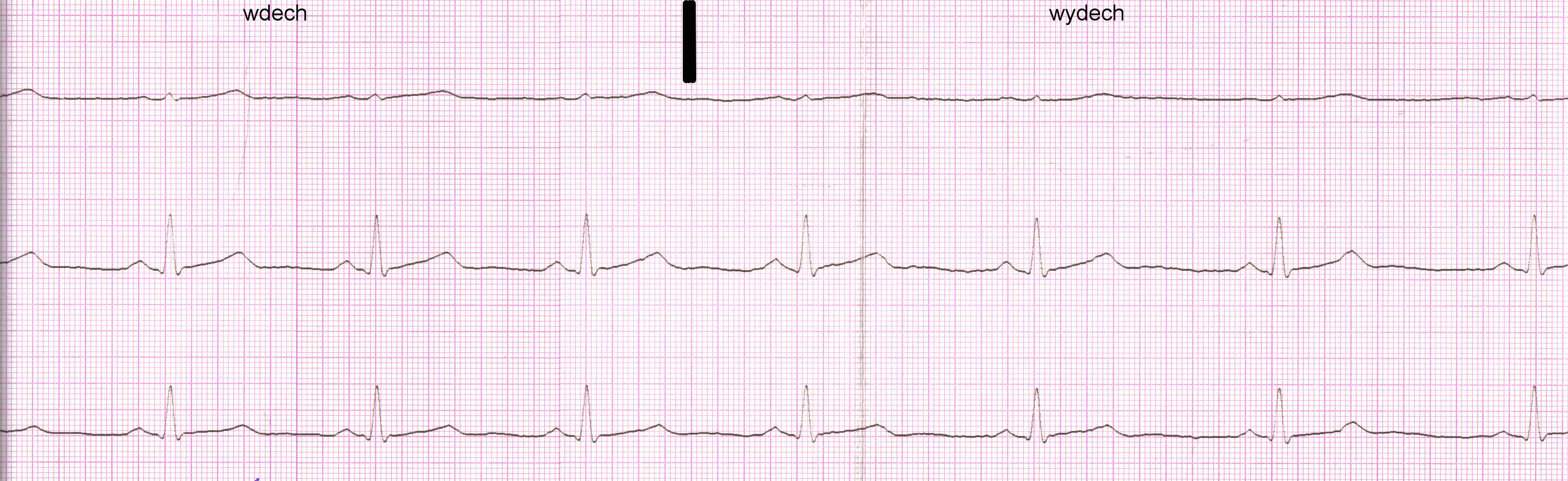
EKG-diagram från en frisk 21-årig man.
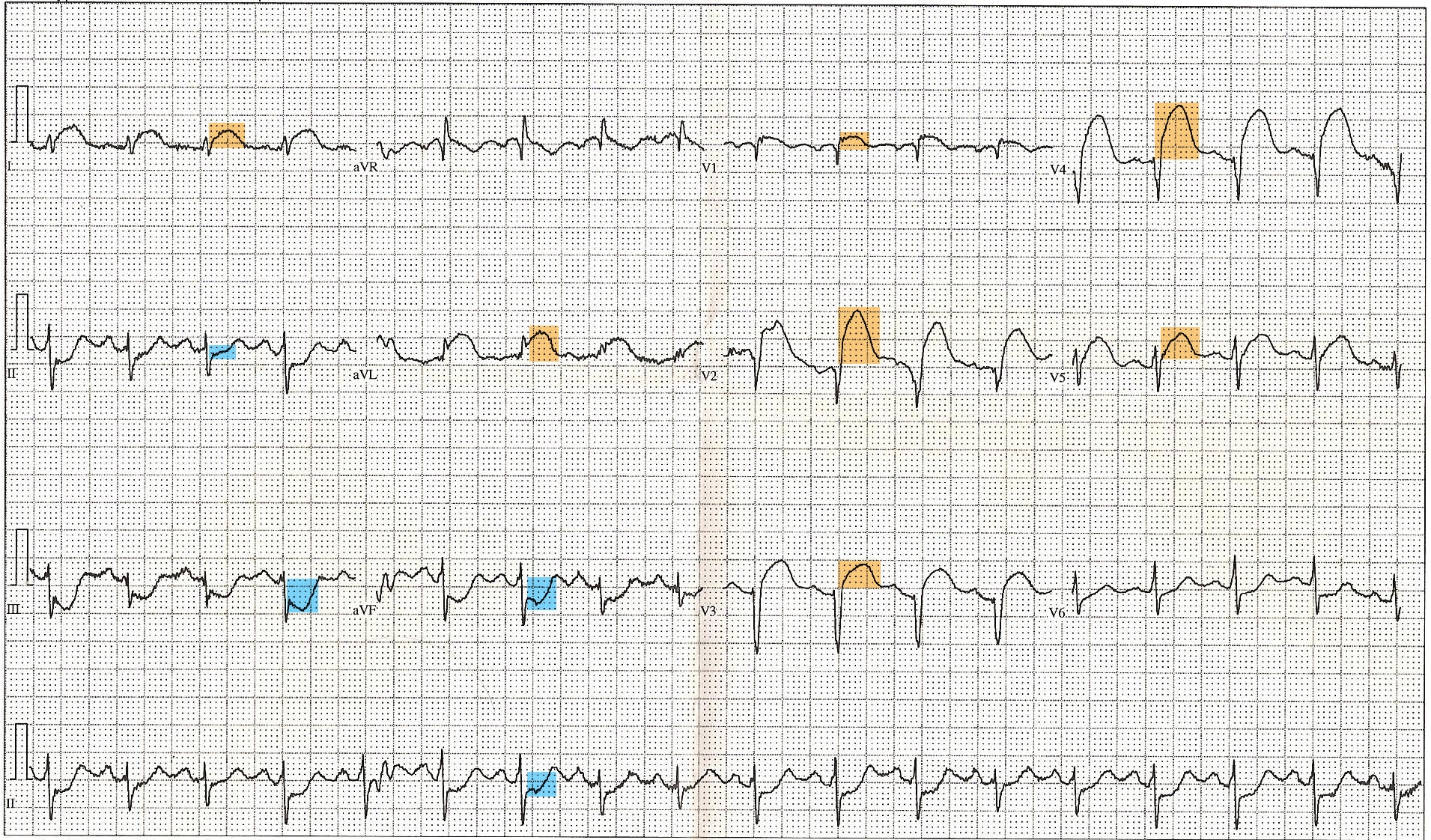
ST-sänkningar och höjningar vid hjärtinfarkt.
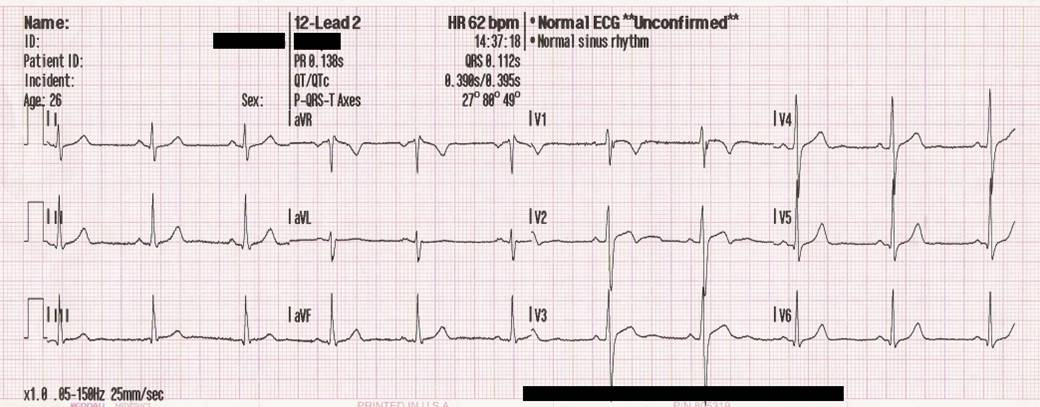
EKG från en frisk 26-årig man.